# Костел Різдва Пресвятої Діви Марії (Бердянськ)
Костел Різдва Пресвятої Діви Марії — костел міста Бердянськ. Розташований за адресою: вул. 12-го Грудня, 2А.

## Історія
У 1995 році у Бердяську було створено парафію, яка обслуговувалась священниками із Запоріжжя. Оскільки старий костел Різдва Пресвятої Діви Марії знищила радянська влада у 30-ті роки ХХ століття, то виникла необхідність у будівництві нового храму. 28.12.2000р. Міська Рада дозволила будівництво святині, а 2001 року розпочалось будівництво храму, оздоблення якого тривало до 2013 року. 8 вересня 2003 року єпископ Станіслав Падевський OFM Cap освятив каплицю Божого Милосердя у костелі. 8 вересня 2013 року єпископ Ян Собіло заклав у стіну святині наріжний камінь, привезений 2000 року настоятелем о. Здіславом Зайонцем із базиліки св. Анни у Єрусалимі - місця Різдва Пресвятої Діви Марії.